# کینگ (تکن)
کینگ (به انگلیسی: King) نام دو شخصیت ساختگی در مجموعه بازی‌های مبارزه‌ای تکن از شرکت باندای نامکو انترتینمنت می‌باشد. این شخصیت از کشتی کج‌کار حرفه‌ای ژاپنی ساتورو سایاما، و همچنین کشتی‌کج کار مکزیکی فرِی تورمنتا، یک کشیش کاتولیک که برای حمایت از یتیم‌خانه تبدیل به کشتی‌گیری نقابدار شد، الهام گرفته شده‌است. در حقیقت هر دو کینگ در مسابقات ماسک جگوار به صورت دارند، کینگ ۱ برای اولین بار در نخستین قسمت از این سری در سال ۱۹۹۴ حضور پیدا کرد و در تکن ۲ نیز بازگشت. بعد از دومین مسابقه اولین کینگ توسط اوگر مورد حمله قرار گرفته و کشته می‌شود، سپس در تکن ۳ (۱۹۹۷)، کینگ ۲ (یکی از بچه‌های پرورشگاه) جایگزین او می‌شود. یکی از کینگ‌ها همیشه در قسمت‌های تکن حضور داشته‌اند، کینگ ۱ در نسخه‌های ۱ و ۲، و کینگ ۲ در تمام قسمت‌های بعدی این سری حضور داشته‌است، و همین مسئله او را به یکی از شخصیت‌های به‌یادماندنی در این سری تبدیل کرده‌است. آرمور کینگ دوست و رقیب کینگ می‌باشد.

## تاریخچه

### تکن ۱
کینگ یک کشتی‌گیر مرموز با ماسکی بر روی صورتش بود. او مردی جوان و برجسته بود که معمولاً از یتیمان مراقبت می‌نمود. اگرچه هنگامی که ماسک خود را به سر می‌گذاشت تبدیل به یک کشتی‌گیر پرقدرت می‌شد، که هر کسی توانایی ایستادگی در جلوی او را نداشت. او برای تأمین مالی یک یتیم‌خانه وارد مسابقات مشت آهنین شد. در گذشته خود او نیز یتیم بوده و توسط یک خانواده به فرزند خواندگی قبول شده بود. در طول مسابقه، کینگ به‌طور اتفاقی باعث آسیب دیدگی یکی از چشمان آرمورکینگ در حین مبارزه گشت. با این حال او موفق به دریافت مقام سوم در این مسابقات و جایزه‌ای شد که برای به راه انداختن یتیم‌خانه کافی بود.

### تکن ۲
کینگ با پولی که از کشتی حرفه‌ای بدست می‌آورد با مدیریت یک پرورشگاه به یتیمان کمک می‌کرد. اما مدتی بعد یکی از بچه‌های یتیم‌خانه می‌میرد. کینگ از این موضوع خیلی غصه می‌خورد و تبدیل به یک مرد الکلی گشت. آرمورکینگ که نگران رقیب خود بود، به دنبال او گشت. او تصمیم گرفت به دومین مسابقات وارد شود تا مجدداً قلب کودکان و زندگی خود بازیابد.

### تکن ۳
کینگ مرد جوانی بود که در یتیم‌خانه کینگ اولیه و زیر نظر او بزرگ شده بود. او تنها ۲۴ ساله بود هنگامی که کینگ ۱ بدست اوگر کشته شد. بعد از این ماجرا، او ماسک مربی خود را برداشته و به منظور احترام و نجات یتیم‌خانه، نقش او را بازی نمود. این کینگ جدید فقط حرکات مربی خود را نگاه کرده بود و قادر به اجرای فنون کشتی حرفه‌ای، همانند مربی خود نبود. آرمورکینگ که می‌دانست که چه کسی کینگ را کشته‌است، خود را متعهد می‌دانست تا کینگ ۲ را برای گرفتن انتقام آماده سازد.
چهار سال از آن زمان گذشت و کینگ جدید تبدیل به یک کشتی‌کج کار حرفه‌ای و پرقدرت شده بود. آرمورکینگ که دید دیگر زمان آن فرا رسیده، به او گفت که خدای مبارزان اوگر مسئول قتل مربی اوست و این چنین شد که کینگ ۲ دیگر هدف زندگی خود را می‌دانست.

### تکن ۴
آرمورکینگ، مربی و سرپرست کینگ حالا مرده بود. کینگ بر سر قبر او با خود عهد بست تا انتقام کسی که مسئول مرگ اوست را بگیرد. اما آن مرد در زندان ایالت آریزونا به‌سر می‌برد. با پولی که از مسابقات کشتی‌کج پس‌انداز کرده بود، ترتیبی برای آزاد شدن آن قاتل از زندان داده و بلیط هواپیمایی نیز برای او فرستاد. او که برای حرکت بعدی خود برنامه‌ریزی کرده بود، وارد مسابقات مشت آهنین شده و به انتظار دشمن قسم خورده خود یعنی جنگجوی والی تودو، کریگ مارداک ماند.

### تکن ۵
کینگ، کشتی‌کج کار حرفه‌ای که روح دو قهرمان قبلی در او دمیده شده بود. بعد از شکست مارداک در تکن ۴ و گرفتن انتقام مرگ مربی خود، او به طرف بیمارستانی که مارداک در آن بستری بود به راه افتاد تا با کشتن او، به همه چیز خاتمه بخشد. اما قبل از اینکه ضربه نهایی را به مارداک وارد کند چشمش به عکس خانواده مارداک می‌افتد و از تصمیم خود منصرف شد و از بیمارستان خارج شد.

## روند بازی
علی‌رغم باور عمومی، کینگ شخصیتی است که بیشتر رویکرد تدافعی دارد تا تهاجمی. با این شخصیت باید با دقت بازی شود، به این دلیل که ضربات او برد محدودی دارند و بسیار نا امن هستند. کینگ بر روی ضربات سرعتی، حرکات خوب و پانیش‌های بسیار کارآمد متکی است. در بازی او به داشتن سرعت، و دارا بودن مجموعه‌ای بیش از ۲۰۰ حرکت در فهرست دستورهایش شهرت دارد. کینگ با بودن یک کشتی کج‌کار حرفه‌ای با تأثیرات لوچا لیبره، از گرفتن‌های قدرتمند زیاد و ضد حملات قوی و متعددی برخوردار است. کینگ به خاطر گرفتن‌های زنجیروارش (یا فنون به خاک افکندن) شهرت دارد، که از نسخهٔ تکن ۲ آن‌ها را انجام می‌داد و یکی از معدود شخصیت‌هایی محسوب می‌شد که این فنون را در اختیار داشت. او همچنین از گرفتن‌های نشسته، گرفتن‌های زمینی و هوایی بهره می‌برد که در میان شخصیت‌های سری تکن نادر است و تنها توسط چندین شخصیت از جمله کریگ مارداک و آرمور کینگ اجرا می‌شود.
از نسخهٔ تکن ۵، به نظر می‌رسد کینگ حرکات الهام گرفته بیشتری از کشتی‌گیران حرفه‌ای را در کارنامه خود ثبت کرده‌است، به‌ویژه از سوپراستارهایی که توسط ورلد رسلینگ انترتیمنت (دبلیودبلیوئی) به‌کار گرفته شده‌اند. برای مثال او دارای یک استانر است که توسط اِستون کُلد استیو آستین اجرا می‌شد و نسخه‌ای از آرنج راک و راک باتوم از دِ راک است. علاوه بر این، کینگ توانسته حرکت شارپ‌شوتر ابداع‌شده توسط ریکی چوشو را اجرا کند، که پس از آن توسط برت هارت استفاده شد، و حرکت سنگ قبر کوب از زمان تکن ۲، که توسط داینامیت کید معروف شد، و بعدها به‌وسیلهٔ آندرتیکر و کین استفاده شد.